# 6908 Kunimoto
6908 Kunimoto eller 1990 WB3 är en asteroid i huvudbältet som upptäcktes den 24 november 1990 av de båda japanska astronomerna Kazuro Watanabe och Kin Endate vid Kitami-observatoriet. Den är uppkallad efter den japanske kompositören Yoshihiro Kunimoto.
Asteroiden har en diameter på ungefär 6 kilometer.